# Slaget om Vukovar
Slaget om Vukovar (kroatiska: Bitka za Vukovar, serbiska: Битка за Вуковар/Bitka za Vukovar) var ett 87 dagar långt slag och belägring av staden Vukovar i östra Kroatien. Slaget ägde rum augusti–november 1991 och stod mellan kroatiska styrkor och den jugoslaviska armén (JNA) som i sin tur var allierad med lokala serbiska separatister. I samband med slaget och belägringen av staden begick de serbiska styrkorna krigsförbrytelser. År 2009 dömde en serbisk domstol 13 serber för krigsförbrytelser för Vukovarmassakern. Slaget om Vukovar var det enskilda slag under det kroatiska självständighetskriget (1991–1995) som krävde flest dödsoffer och i Kroatien symboliserar staden kampen för en självständig stat. 

## Upprinnelse
Vukovar ligger vid den kroatisk-serbiska gränsen och hade vid krigsutbrottet en etniskt blandad befolkning. År 1991 utgjorde kroaterna 43,8 % av stadens befolkning. Den största etniska minoriteten i staden var serberna som utgjorde 37,4 % av invånarna. Den 25 juni 1991 förklarade sig Kroatien självständigt från den sydslaviska federationen Jugoslavien. Den dåvarande jugoslaviska (de facto serbiska) regimen motsatte sig självständighetsförklaringen och svarade med en militär attack.

## Slaget
Under augusti 1991 hade fullskaligt krig utbrutit i Kroatien mellan kroatiska styrkor och serbiska separatister trogna utbrytarstaten Serbiska republiken Krajina (RSK) som motsatte sig kroatisk självständighet. Den serbiska ledningen i Belgrad valde att stödja RSK varpå JNA anföll Kroatien för att förhindra landets självständighetsivrande och förmå det att förbli en del Jugoslavien.
Den 25 augusti inledde JNA belägringen av Vukovar med kraftig artilleribeskjutning. Omkring 1 800–2 200 kroatiska soldater var stationerade i Vukovar och dess omgivningar. De första veckorna av belägringen karaktäriserades av intensiva attacker av staden med artilleri och flyg för att slå ut dess försvar. Den 14 september inleddes de första markanfallen av JNA:s infanteri. Den 18 september inleddes en av de större stridsvagnsangreppen mot staden. Stridsvagnarna visade sig vara ineffektiva i de trånga stadsmiljöerna då de serbiska stridsvagnarna inte kunde sänka sina kanontorn tillräckligt lågt för att kunna beskjuta källarna där antistridsvagnsstyrkorna oftast befann sig. Som ett resultat av detta blev utkanterna av Vukovar kända som "stridsvagnskyrkogården".
Den 1 oktober inringades Vukovar fullständigt i samband med att byn Marinci intogs av JNA. Från mitten av oktober till stadens fall i mitten av november utkämpades bittra strider i gatumiljö. Situationen för de tusentals civila i staden var ansträngd. De flesta hade tagit skydd i skyddsrum byggda under kalla krigets dagar. Sjukhuset i Vukovar som hushöll hundratals sårade civila bombades regelbundet av serbiskt flyg och artilleri.
Den 16 oktober dödades den lokala kroatiska befälhavaren Blago Zadro av en artillerigranat. Den serbiska ledningen i Belgrad var besvikna över den dåliga insatsen av JNA och pressade JNA:s befälhavare i Vukovar, Života Panić, att frambringa ett bättre resultat. Panić förändrade snabbt strategin inkluderade serbiska paramilitära styrkor kända för sin brutalitet i krigföringen. Bland dessa paramilitärer deltog bland annat grupperingen "Tigrarna" som leddes av "Arkan".
Avskurna och omringade började de kroatiska styrkorna i november att få ont om både mat och ammunition. Den 3 november 1991 inledde JNA nya anfall med ett mer vältränat infanteri och ingenjörsstyrkor. Samma dag dödades JNA:s general och tillika Panićs ställföreträdare Mladen Bratić av en granat. Vid mitten av november återstod endast sporadiskt motstånd i Vukovar. De sista motståndsfickorna gav upp den 18 november. Som en följd av den omfattande bombningen av staden, följt av gatustrider, hade stora delar av staden totalförstörts. Slaget följdes av Vukovarmassakern där omkring 264 skadade kroatiska soldater och civila torterades och mördades av serbiska paramilitärer.

## Slagets följder

### Internationella reaktioner
Staden belägrades av JNA och utsattes för intensiva attacker. De ungefär 2 000 kroatiska försvararna höll emot över 36 000 serbiska angripare i drygt tre månader innan de drog sig tillbaka från en nästan totalt ödelagd stad.
Även om Vukovars fall var en betydande och symbolisk förlust för kroaterna hade den jugoslaviska armén lidit sådana stora förluster att det internationella stödet för Kroatiens självständighetsivrande hade fått gehör. Slaget kom därmed att betraktas som en vändpunkt i kriget.Den inhumana krigföringen och övervåldet som användes av serberna då staden Vukovar skulle intas gjorde att internationell media ofta sympatiserade med de dåligt utrustade kroatiska försvararna. Sympatin och medkänslan för kroaterna som uttrycktes i många länder ökade pressen mot serberna att avbryta attackerna. Den massiva förstörelsen som förorsakats i städer som Vukovar påverkade Europeiska unionen att införa sanktioner mot Serbien i oktober 1991.

### Kroatien
Även om Vukovars fall var en betydande och symbolisk förlust för Kroatien hade den jugoslaviska armén fått sådana stora förluster att slaget kom att betraktas som en vändpunkt i det kroatiska självständighetskriget av kroaterna och omvärlden. Slaget hade tagit vinden ur den jugoslaviska offensiven mot Kroatien. Medan striderna i Vukovar rasade kunde kroaterna förstärka sitt försvar av staden Osijek som efter Vukovars fall angreps under slaget om Osijek.
De kroatiska förlusterna under slaget uppgick till 879 döda och 777 sårade.

### Serbien
De bittra gatustriderna orsakade kraftiga förluster för JNA. En general som arbetade på serbiska försvarsdepartementet kallade de serbiska förlusterna i Vukovar "sanslösa". Uppskattningar av det exakta antalet döda försvårades av bristen på officiella siffror. De som anges är ofta motsägelsefulla. De enda siffrorna av förluster från Serbien kom från den serbiska krigskorrespondenten Miroslav Lazanski som påstod att 1 103 dog, 2 500 sårades och att 110 stridsvagnar och två stridsflyg slogs ut under slaget.
I Serbien blev det stora kontroverser på grund av de stora förlusterna som den jugoslaviska armén och de serbiska styrkorna lidit i som en följd av slaget i Vukovar. Flera fredsdemonstrationer hölls i Belgrad. Bara 13 % av de som skulle rapportera till militärtjänstgöring gjorde det och många serber kunde inte förstå varför de skulle offra sina liv för att förhindra Kroatien från att bryta sig ur Jugoslavien vilket ledde till problem för serberna när de skulle ersätta det som styrkorna förlorade i offensiven mot Kroatien, vilket visade sig vara betydligt mer kostsamt än vad JNA:s generaler hade förväntat sig.